# Hepu (köpinghuvudort i Kina, Zhejiang Sheng, lat 29,15, long 121,90)
Hepu (kinesiska: 鹤浦镇, 鹤浦) är en köpinghuvudort i Kina. Den ligger i provinsen Zhejiang, i den östra delen av landet, omkring 210 kilometer sydost om provinshuvudstaden Hangzhou. Antalet invånare är 25 952. Befolkningen består av 12 543 kvinnor och 13 409 män. Barn under 15 år utgör 15,0 %, vuxna 15-64 år 72 %, och äldre över 65 år 11,0 %.
Runt Hepu är det tätbefolkat, med 369 invånare per kvadratkilometer. Närmaste större samhälle är Shipu, 7,8 km nordost om Hepu. 
Genomsnittlig årsnederbörd är 1 837 millimeter. Den regnigaste månaden är juni, med i genomsnitt 338 mm nederbörd, och den torraste är januari, med 56 mm nederbörd.